# Phanerotoma nigriceps
Phanerotoma nigriceps är en stekelart som beskrevs av Szepligeti 1914. Phanerotoma nigriceps ingår i släktet Phanerotoma och familjen bracksteklar. Inga underarter finns listade i Catalogue of Life.